# Merva
MERVA — український рок-гурт створений 30 жовтня 2004 року в місті Рівне (Україна).

## Утворення гурту
Свої початки гурт бере із музичної формації "Ейфорія". У прямому ефірі київського радіо у передачі «Український рок» 30 жовтня 2004 року хлопці оголосили себе під назвою Merva. Так виник новий гурт. Засновники та учасники Петро Зарудний і Дмитро Карасюк хотіли творити нову, прогресивну музику. На жаль, колектив, що був заснований під час «Ейфорії», не підтримував нового напрямку, віддаючи перевагу старій школі року. Так вокаліст і барабанщик почали шукати однодумців-музикантів для творення нової музичної історії.

## Творчий шлях
Почалися перші творчі процеси й накопичення музичного матеріалу. Проте хлопці вирішили додати звучання ще одного інструменту. Петро Зарудний почав опановувати сопілку за допомогою студента муз. училища Максима Бережнюка. Під час репетицій, на яких Максим був присутній, той спробував підіграти і виявилося, що він досить органічно «вписується» в колектив. Петро вирішив долучити Максима до гурту.
У 2005 році на власній студії записано демо-альбом «Смерті нема». Улітку колектив вирушає з Рівного до столиці. Наступного 2006 року гурт займає 1 місце на всеукраїнському фестивалі «Перлини сезону» та 3-тє місце на українському відборі міжнародного конкурсу «Global Battle Of The Bands». Це принесло музикантам не тільки досвід, а й знайомства з продюсерами та колегами по альтернативній сцені. Цього ж року хлопці записують демо — альбом «Куплю гранату» та знімають кліп «Тільки для тебе». Ці роботи, на думку музикантів, були невдалими, що й призвело до конфлікту із продюсером, що підтримував гурт в Києві. У 2007 році Merva повертається в Рівне. Музиканти перебувають в рідному місті півроку. У цей час вони удосконалюють свою музичну майстерність, накопичують ідеї.
У 2009 році, отримавши пропозицію з Києва, гурт записує там свій дебютний альбом «Bardo» та знімає кліп на пісню «До себе в рай». Merva здобуває особливу популярність на Західній Україні та у столиці. Подібних на рок-сцені ще не було. Хлопці дбають про свій стиль: чорний одяг і підфарбовані очі — перші ознаки «мервівців». Тексти пише сам вокаліст гурту, виключно української мовою, адже на його думку вона є містичною і загадковою, як і самі музиканти. Остаточне повернення гурту в Рівне відбулося цього ж 2009 року. Причиною стало нехтування деякими учасниками гурту репетицій та обов'язків, що й спричинило конфлікти у складі.
До Рівного повернулося двоє учасників — засновники гурту (Петро та Дмитро). Петро на той момент не бачив необхідності для Merva залишатися в Києві, адже столиця не сприяла творенню нового матеріалу. Після двохмісячного відпочинку лідери гурту почали шукати музикантів. Як зазначає Петро Зарудний, вимоги професійного виконання не ставилися, засновники гурту шукали однодумців. Першим з таких однодумців став Дмитро Ажнюк (Kira), що одразу знайшов спільну мову з музикантами, хоча й не мав великого музичного досвіду за плечима. Аналогом до сопілки Merva обрала семпли. Електронне звучання в гурт приніс Олексій Шамбір (Сайлент). У 2010 році до гурту приєднався ще один гітарист Павло Переходько (Батхед).

## Дискографія
- Студійні альбоми:
  - «Bardo» (2009)
  - «І-Цзин» (2015)
  - «Шаман» (2017)
- Демо-альбоми:
  - «Смерті нема» (2005)
  - «Куплю гранату» (2006)
  - «Studio Live 2013» (2024)[2]
  - «Demo 2006 (Art Baza)» (2024)[3][4]
  - «І-Цзин (Demo-Session) 2014» (2025)[5][6]
- Мініальбоми:
  - «Acoustic» (2024)
- Сингли
  - «…за небо» (2012)
  - «День не день» (2013)
  - «Буває так» (2016)
  - «10.VI.2016» (2024)[7]

## Відеографія
- «Тільки для тебе» (2006)
- «Час лине» (2006)
- «До себе в рай» (2009)
- «Полину в небо» (2012)
- «День не день» (2013)
- «Все, що я є» (2015)
- «Відпусти» (2016)[8]

## Фестивалі
- «Тарас Бульба»
- «Рок Галас»
- «Перлини Сезону»
- «Руйнація»
- «Рок-інші фест»
- «Нівроку»
- «Global Battle of the Bands»
- «Літо у Скольмо»
- «Old Friend Fest»
- «Захід»
- «Завантаження»
- «Ше.Fest»
- та ін.